# Titularbistum Thugga
Thugga (it.: Tugga) ist ein Titularbistum der römisch-katholischen Kirche.
Es geht zurück auf einen untergegangenen Bischofssitz in der antiken Stadt Thugga, die in der römischen Provinz Africa proconsularis (heute nördliches Tunesien) lag. Der Bischofssitz war der Kirchenprovinz Karthago zugeordnet.
| Titularbischöfe von Thugga |                                                 |                                                                     |                    |                    |
| Nr.                        | Name                                            | Amt                                                                 | von                | bis                |
| 1                          | Thomas Francis Barry                            | Koadjutorbischof von Chatham (Kanada)                               | 30. September 1899 | 7. August 1902     |
| 2                          | Henri Delalle OMI                               | Apostolischer Vikar von Natal (Natal-Kolonie/Südafrikanische Union) | 19. Dezember 1903  | 15. Februar 1949   |
| 3                          | Edmund Nowicki                                  | Koadjutorbischof von Danzig (Volksrepublik Polen)                   | 1. Dezember 1956   | 7. März 1964       |
| 4                          | Costante Maltoni Titularerzbischof pro hac vice | Apostolischen Pro-Nuntius in Pakistan                               | 2. Januar 1967     | 1. Februar 1980    |
| 5                          | Werner Radspieler                               | Weihbischof in Bamberg (Deutschland)                                | 7. November 1986   | 7. März 2018       |
| 6                          | Luis Eduardo González Cedrés                    | Weihbischof in Montevideo (Uruguay)                                 | 11. Mai 2018       | 26. September 2023 |
| 7                          | Timothy Menezes                                 | Weihbischof in Birmingham (Großbritannien)                          | 25. April 2024     |                    |